# Víctor Espárrago
Víctor Rodolfo Espárrago Videla (Montevideo, 6 ottobre 1944) è un allenatore di calcio ed ex calciatore uruguaiano, di ruolo attaccante.

## Biografia
Nato nel quartiere di Peñarol, crebbe con sette fratelli in una famiglia non benestante. Giocò a calcio fin dall'infanzia, ma la svolta arrivò quando, con il fratello Carlos, si presentò a un provino al Danubio, al termine del quale venne selezionato per le divisioni giovanili; nonostante questo, però, non interruppe gli studi. Parallelamente alla sua attività calcistica al Cerro, seguì un corso per lavorare nell'industria metallurgica, e il suo capo, dato che lavorava a tempo pieno, dovette essere convinto a lasciarlo giocare dai dirigenti del club.

## Caratteristiche tecniche
Iniziò come attaccante, giocando sulla fascia destra, per poi convertirsi in un giocatore adatto a ricoprire diversi ruoli, specialmente a centrocampo.

## Carriera

### Giocatore

#### Club
Giocò da principio per il Danubio di Montevideo, trasferendosi dopo poco tempo al Cerro, debuttando con il tecnico José Minella, dove trovò anche il futuro CT della Nazionale Ondino Viera. Le sue prestazioni gli garantirono le attenzioni di quest'ultimo, che gli consigliò di prendere un permesso, non retribuito, dal lavoro per fare del calcio la sua carriera. Seguito il consiglio, Espárrago si guadagnò nel 1966 l'acquisto da parte del Nacional, debuttando con la maglia numer dieci il 26 marzo dello stesso anno, in casa del La Luz. Lasciato il club uruguaiano dopo diversi anni, si trasferì in Spagna, dove riuscì anche a giocare in Primera División, sebbene per sole tre partite. Tornò dunque in Uruguay per chiudere la carriera, oramai trentacinquenne.

#### Nazionale
La sua esperienza internazionale durò dal 4 dicembre 1965 al 23 giugno 1974, con ben tre partecipazioni alla fase finale dei Mondiali (Inghilterra 1966, Messico 1970, Germania Ovest 1974). Non giocò nella prima di queste, ma nelle altre due mise insieme sei presenze, con una rete segnata, il famoso gol al 117' nel quarto di finale contro l'URSS nel 1970. I dati totali sulla sua carriera con l'Uruguay sono contrastanti.

### Allenatore
Iniziò la carriera in panchina con il Nacional Montevideo, dal 1983 al 1987, vincendo anche un campionato nazionale, per poi proseguirla in Spagna. Nel 2004-2005 ottenne la promozione in prima divisione con il Cadice, che guidò fino al 2006. Dal 2010 ha ripreso l'incarico nel club.

## Palmarès

### Giocatore

#### Competizioni nazionali
- Campionato uruguaiano: 6

Nacional: 1966, 1969, 1970, 1971, 1972, 1980

#### Competizioni internazionali
- Coppa Libertadores: 2

Nacional: 1971, 1980
- Coppa Intercontinentale: 2

Nacional: 1971, 1980
- Coppa Interamericana: 1

Nacional: 1971

### Allenatore
- Campionato uruguaiano: 1

Nacional: 1983
- Segunda División (Spagna): 1

Cadice: 2004-2005